# رود اولوی
رود اولوی (روسی: Олой) یک رود در ناحیه خودگردان چوکوتکای کشور روسیه است.